# Кубок Америки з футболу
Кубок Америки з футболу, також відомий як Копа Америка (від ісп. Copa América) — головний футбольний турнір серед чоловічих футбольних збірних країн, що входять до зони КОНМЕБОЛ, футбольної конфедерації Південної Америки.
Участь у турнірі беруть збірні всіх десяти країн, що входять до Південноамериканської футбольної конфедерації (КОНМЕБОЛ) — Аргентини, Болівії, Бразилії, Венесуели, Еквадору, Колумбії, Парагваю, Перу, Уругваю та Чилі. Окрім цих команд, з 1993 року до участі в Кубку запрошуються дві національні збірні з інших конфедерацій, які  доповнюють перелік з 12 команд-учасниць.

## Історія
Перший розіграш Кубка Америки з футболу був приурочений до святкування 100-річчя незалежності Аргентини й відбувся в цій країні в липні 1916 року. Окрім господарів, участь у турнірі також брали збірні Бразилії, Уругваю та Чилі. Саме представники цих чотирьох країн під час проведення Кубку 9 липня 1916 року домовилися про створення піденноамериканської футбольної конфедерації КОНМЕБОЛ. Як правило, Копа Америка відбувався кожні два роки, хоча іноді інтервал між цими турнірами змінювався. 2007 року КОНМЕБОЛ ухвалив рішення про проведення цих змагань з інтервалом у чотири роки.

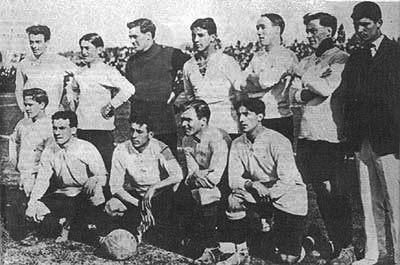
Команда-переможець другого розіграшу Копа Америка — збірна Уругваю зразка 1917 року.

Рання історія Кубку Америки з футболу характеризувалася домінуванням збірної Уругваю, яка святкувала перемогу на 6 з перших 10 турнірів. Згодом настала черга аргентинців, які здобули перемогу на 11 з 18 турнірів у період з 1920-х по 1960-ті роки. Сучасний етап історії змагання відзначений успіхами збірної Бразилії, якій підкорилися чемпіонські титули на 4 з 6 останніх Копа Америка.
До 1975 року офіційною назвою змагання була Південноамериканський чемпіонат збірних (ісп. Campeonato Sudamericano de Selecciones). Протягом 1975—1983 років турнір не мав країни-господаря, оскільки кожна пара збірних проводила між собою дві зустрічі — по одній вдома та в гостях.
Починаючи з 1993 року до участі в Кубку Америки запрошуються ще 2 країни з інших регіонів (футбольних конфедерацій), зазвичай запрошення отримують представники з географічно найближчої північноамериканської конфедерації КОНКАКАФ. З того часу участь у змаганні брали збірні Мексики (8 разів), Коста-Рики та США (по 4 рази), а також ще сім збірних.
2016 року Кубок уперше пройшов за межами Південної Америки — у США. Окрім десяти збірних КОНМЕБОЛ, у турнірі також брали участь шість збірних зони КОНКАКАФ: США, Мексики, Коста-Рики, Ямайки, Панами та Гаїті.
Турнір 2019 року пройшов за звичною формою 10 збірних КОНМЕБОЛ та двох запрошених команд АФК Катару та Японії.
Турнір 2021 року планувалося провести з 12 червня по 12 липня 2020 року в Аргентині та Колумбії. Це мав бути перший випадок, коли турнір прийме не одна країна (з 1983 року він проводився в одній країні). Проте, у зв'язку з пандемією коронавірусу, турнір спочатку було перенесено на 2021 рік, а потім, у травні 2021 року, було вирішено перенести турнір до Бразилії. У турнірі брали участь 10 збірних КОНМЕБОЛ (дві запрошених збірні, Австралія і Катар, відмовилися від участі).
Кубок Америки 2024 року відбувся у США, окрім 10 збірних КОНМЕБОЛ участь в ньому брали і шість представників КОНКАКАФ. Переможцем стала збірна Аргентини, яка здобула перемогу з рахунком 1:0 над збірною Колумбії. Це друга поспіль перемога аргентинців у фіналах Кубка Америки.

## Результати турніру

### Чемпіонат Південної Америки
| Чемпіонат Південної Америки | Чемпіонат Південної Америки | Чемпіонат Південної Америки | Чемпіонат Південної Америки | Чемпіонат Південної Америки | Чемпіонат Південної Америки | Чемпіонат Південної Америки |
| Рік                         | Господарі                   |                             | Призери                     | Призери                     | Призери                     | Призери                     |
| Рік                         | Господарі                   | Переможець                  | Друге місце                 | Третє місце                 | Четверте місце              |                             |
| --------------------------- | --------------------------- | --------------------------- | --------------------------- | --------------------------- | --------------------------- | --------------------------- |
| 1916(3)                     | Аргентина                   | Уругвай                     | Аргентина                   | Бразилія                    | Чилі                        |                             |
| 1917                        | Уругвай                     | Уругвай                     | Аргентина                   | Бразилія                    | Чилі                        |                             |
| 1919                        | Бразилія                    | Бразилія                    | Уругвай                     | Аргентина                   | Чилі                        |                             |
| 1920                        | Чилі                        | Уругвай                     | Аргентина                   | Бразилія                    | Чилі                        |                             |
| 1921                        | Аргентина                   | Аргентина                   | Бразилія                    | Уругвай                     | Парагвай                    |                             |
| 1922                        | Бразилія                    | Бразилія                    | Парагвай                    | Уругвай                     | Аргентина                   |                             |
| 1923                        | Уругвай                     | Уругвай                     | Аргентина                   | Парагвай                    | Бразилія                    |                             |
| 1924                        | Уругвай                     | Уругвай                     | Аргентина                   | Парагвай                    | Чилі                        |                             |
| 1925(1)                     | Аргентина                   | Аргентина                   | Бразилія                    | Парагвай                    | —                           |                             |
| 1926                        | Чилі                        | Уругвай                     | Аргентина                   | Чилі                        | Парагвай                    |                             |
| 1927                        | Перу                        | Аргентина                   | Уругвай                     | Перу                        | Болівія                     |                             |
| 1929                        | Аргентина                   | Аргентина                   | Парагвай                    | Уругвай                     | Перу                        |                             |
| 1935(4)                     | Перу                        | Уругвай                     | Аргентина                   | Перу                        | Чилі                        |                             |
| 1937                        | Аргентина                   | Аргентина                   | Бразилія                    | Уругвай                     | Парагвай                    |                             |
| 1939                        | Перу                        | Перу                        | Уругвай                     | Парагвай                    | Чилі                        |                             |
| 1941(4)                     | Чилі                        | Аргентина                   | Уругвай                     | Чилі                        | Перу                        |                             |
| 1942                        | Уругвай                     | Уругвай                     | Аргентина                   | Бразилія                    | Парагвай                    |                             |
| 1945(4)                     | Чилі                        | Аргентина                   | Бразилія                    | Чилі                        | Уругвай                     |                             |
| 1946(4)                     | Аргентина                   | Аргентина                   | Бразилія                    | Парагвай                    | Уругвай                     |                             |
| 1947                        | Еквадор                     | Аргентина                   | Парагвай                    | Уругвай                     | Чилі                        |                             |
| 1949                        | Бразилія                    | Бразилія                    | Парагвай                    | Перу                        | Болівія                     |                             |
| 1953                        | Перу                        | Парагвай                    | Бразилія                    | Уругвай                     | Чилі                        |                             |
| 1955                        | Чилі                        | Аргентина                   | Чилі                        | Перу                        | Уругвай                     |                             |
| 1956(4)                     | Уругвай                     | Уругвай                     | Чилі                        | Аргентина                   | Бразилія                    |                             |
| 1957                        | Перу                        | Аргентина                   | Бразилія                    | Уругвай                     | Перу                        |                             |
| 1959                        | Аргентина                   | Аргентина                   | Бразилія                    | Парагвай                    | Перу                        |                             |
| 1959(4)                     | Еквадор                     | Уругвай                     | Аргентина                   | Бразилія                    | Еквадор                     |                             |
| 1963                        | Болівія                     | Болівія                     | Парагвай                    | Аргентина                   | Бразилія                    |                             |
| 1967                        | Уругвай                     | Уругвай                     | Аргентина                   | Чилі                        | Парагвай                    |                             |

### Кубок Америки
| 1975 | У різних країнах | Перу      | 0 – 1 / 2 – 0 Плей-оф 1 – 0      | Колумбія  | Бразилія · Уругвай | —(2)             |           |
| 1979 | У різних країнах | Парагвай  | 3 – 0 / 0 – 1 Плей-оф 0 – 0 д.ч. | Чилі      | Бразилія · Перу    | —(2)             |           |
| 1983 | У різних країнах | Уругвай   | 2 – 0 / 1 – 1                    | Бразилія  | Парагвай · Перу    | —(2)             |           |
| 1987 | Аргентина        | Уругвай   | 1 – 0                            | Чилі      | Колумбія           | 2 – 1            | Аргентина |
| 1989 | Бразилія         | Бразилія  | 1 – 0                            | Уругвай   | Аргентина          | 0 – 0            | Парагвай  |
| 1991 | Чилі             | Аргентина | 3 – 2                            | Бразилія  | Чилі               | 1 – 1            | Колумбія  |
| 1993 | Еквадор          | Аргентина | 2 – 1                            | Мексика   | Колумбія           | 1 – 0            | Еквадор   |
| 1995 | Уругвай          | Уругвай   | 1 – 1 5–3 (пен.)                 | Бразилія  | Колумбія           | 4 – 1            | США       |
| 1997 | Болівія          | Бразилія  | 3 – 1                            | Болівія   | Мексика            | 1 – 0            | Перу      |
| 1999 | Парагвай         | Бразилія  | 3 – 0                            | Уругвай   | Мексика            | 2 – 1            | Чилі      |
| 2001 | Колумбія         | Колумбія  | 1 – 0                            | Мексика   | Гондурас           | 2 – 2 5–4 (пен.) | Уругвай   |
| 2004 | Перу             | Бразилія  | 2 – 2 4–2 (пен.)                 | Аргентина | Уругвай            | 2 – 1            | Колумбія  |
| 2007 | Венесуела        | Бразилія  | 3 – 0                            | Аргентина | Мексика            | 3 – 1            | Уругвай   |
| 2011 | Аргентина        | Уругвай   | 3 – 0                            | Парагвай  | Перу               | 4 – 1            | Венесуела |
| 2015 | Чилі             | Чилі      | 0 – 0 4–1 (пен.)                 | Аргентина | Перу               | 2 – 0            | Парагвай  |
| 2016 | США              | Чилі      | 0 – 0 4–2 (пен.)                 | Аргентина | Колумбія           | 1 – 0            | США       |
| 2019 | Бразилія         | Бразилія  | 3 – 1                            | Перу      | Аргентина          | 2 – 1            | Чилі      |
| 2021 | Бразилія         | Аргентина | 1 – 0                            | Бразилія  | Колумбія           | 3 – 2            | Перу      |
| 2024 | США              | Аргентина | 1 – 0 д.ч.                       | Колумбія  | Уругвай            | 2 – 2 4–3 (пен.) | Канада    |

(курсивом позначені запрошені команди)

## Статистика участі та перемог

Країни КОНМЕБОЛ за кількістю перемог у Кубку Америки

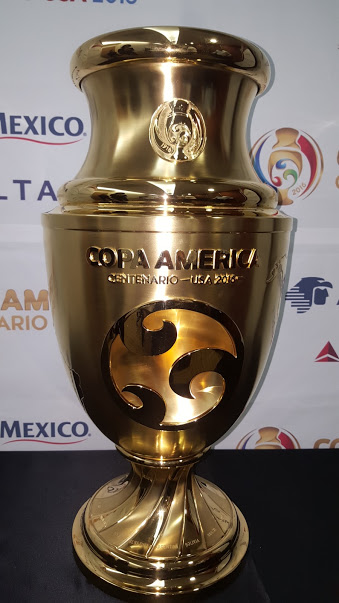

| К-ть перемог | Участі | Команда    | Роки перемог                                                                                   |
| ------------ | ------ | ---------- | ---------------------------------------------------------------------------------------------- |
| 16 разів     | 44     | Аргентина  | 1921, 1925, 1927, 1929, 1937, 1941, 1945, 1946, 1947, 1955, 1957, 1959, 1991, 1993, 2021, 2024 |
| 15 разів     | 46     | Уругвай    | 1916, 1917, 1920, 1923, 1924, 1926, 1935, 1942, 1956, 1959, 1967, 1983, 1987, 1995, 2011       |
| 9 разів      | 38     | Бразилія   | 1919, 1922, 1949, 1989, 1997, 1999, 2004, 2007, 2019                                           |
| 2 рази       | 39     | Парагвай   | 1953, 1979                                                                                     |
| 2 рази       | 34     | Перу       | 1939, 1975                                                                                     |
| 2 рази       | 41     | Чилі       | 2015, 2016                                                                                     |
| 1 раз        | 29     | Болівія    | 1963                                                                                           |
| 1 раз        | 24     | Колумбія   | 2001                                                                                           |
| —            | 30     | Еквадор    |                                                                                                |
| —            | 20     | Венесуела  |                                                                                                |
| —            | 11     | Мексика    |                                                                                                |
| —            | 6      | Коста-Рика |                                                                                                |
| —            | 5      | США        |                                                                                                |
| —            | 3      | Ямайка     |                                                                                                |
| —            | 2      | Панама     |                                                                                                |
| —            | 2      | Японія     |                                                                                                |
| —            | 1      | Гаїті      |                                                                                                |
| —            | 1      | Гондурас   |                                                                                                |
| —            | 1      | Канада     |                                                                                                |
| —            | 1      | Катар      |                                                                                                |

## Сукупна статистика
Дані після Копа Америка 2024
| Позиція | Команда    | І   | В   | Н  | П  | М+  | М—  | РМ   | О   |
| ------- | ---------- | --- | --- | -- | -- | --- | --- | ---- | --- |
| 1       | Аргентина  | 208 | 132 | 43 | 33 | 483 | 183 | +300 | 439 |
| 2       | Уругвай    | 212 | 115 | 40 | 57 | 421 | 226 | +195 | 385 |
| 3       | Бразилія   | 195 | 109 | 41 | 45 | 435 | 206 | +229 | 368 |
| 4       | Чилі       | 191 | 67  | 35 | 89 | 291 | 317 | −26  | 236 |
| 5       | Парагвай   | 180 | 64  | 43 | 73 | 267 | 311 | −44  | 235 |
| 6       | Перу       | 164 | 58  | 40 | 66 | 230 | 258 | −28  | 214 |
| 7       | Колумбія   | 130 | 53  | 26 | 51 | 154 | 194 | −40  | 185 |
| 8       | Болівія    | 122 | 20  | 26 | 76 | 109 | 308 | −199 | 86  |
| 9       | Еквадор    | 130 | 17  | 28 | 85 | 139 | 331 | −192 | 79  |
| 10      | Мексика    | 51  | 20  | 14 | 17 | 67  | 63  | +4   | 74  |
| 11      | Венесуела  | 74  | 11  | 18 | 45 | 59  | 182 | −123 | 51  |
| 12      | Коста-Рика | 20  | 6   | 4  | 10 | 19  | 35  | −16  | 22  |
| 13      | США        | 21  | 6   | 2  | 13 | 21  | 32  | −11  | 20  |
| 14      | Гондурас   | 6   | 3   | 1  | 2  | 7   | 5   | +2   | 10  |
| 15      | Панама     | 7   | 3   | 0  | 4  | 10  | 20  | −10  | 9   |
| 16      | Канада     | 6   | 1   | 3  | 2  | 4   | 7   | −3   | 6   |
| 17      | Японія     | 6   | 0   | 3  | 3  | 6   | 15  | −9   | 3   |
| 18      | Катар      | 3   | 0   | 1  | 2  | 2   | 5   | −3   | 1   |
| 19      | Гаїті      | 3   | 0   | 0  | 3  | 1   | 12  | −11  | 0   |
| 20      | Ямайка     | 9   | 0   | 0  | 9  | 1   | 16  | −15  | 0   |